# QWERTY腹痛
QWERTY腹痛、QWERTY腹（クワーティふくつう、クワーティばら、英: QWERTY Tummy）とは、キーボードの細菌によって引き起こされる腹痛のことである。キーボード配列のQWERTY配列にちなんで名付けられた。

## 背景
QWERTY腹痛は、仕事場の衛生に関する研究で、英国の消費者グループによって造語された。33のキーボードに対して専門家による調査と分析化学によって大腸菌やブドウ球菌などの細菌が発見され、一部のキーボードは便座の5倍の細菌が報告された。